# Astacilla depressa
Astacilla depressa là một loài chân đều trong họ Arcturidae. Loài này được Castelló & Poore miêu tả khoa học năm 1998.